# Stethacanthus
Stethacanthus es un género extinto de peces cartilaginosos primitivos que vivieron en el Devónico Superior y en el Carbonífero Inferior,Cretácico Inferior y el Eoceno Superior en el Berriasiense en Estados Unidos de Nuevo México, España de Embalse del Pardo y Ecuador de las Islas Galápagos , hace unos 360 millones de años. Medía casi un metro de longitud y es probable que se alimentara de otras especies de peces pequeños.

## Descripción

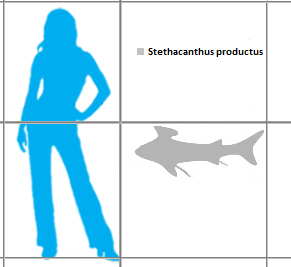
Tamaño comparativo de un Stethacanthus productus con un humano.

Stethacanthus medía 70 centímetros de longitud y 25 de alto. Es más conocido por la inusual forma que presenta su aleta dorsal, que era propia de los machos. Se asemejaba a un yunque o a una tabla de planchar, y estaba recubierta de pequeñas espículas (versión ampliada de los dentículos dérmicos cutáneos que cubren la piel de los tiburones) que también cubrían la cabeza. La cresta pudo haber tenido una función en el cortejo, o tal vez habría sido utilizada para la defensa. Aparte de su inusual aleta dorsal, Stethacanthus poseía unas extensiones de la piel en la parte posterior de sus aletas.

## Especies
Se han descrito varias especies de Stethacanthus:
- Stethacanthus mirabilis
- Stethacanthus praecursor
- Stethacanthus productus
- Stethacanthus thomasi
- Stethacanthus gansuensis

## Galería

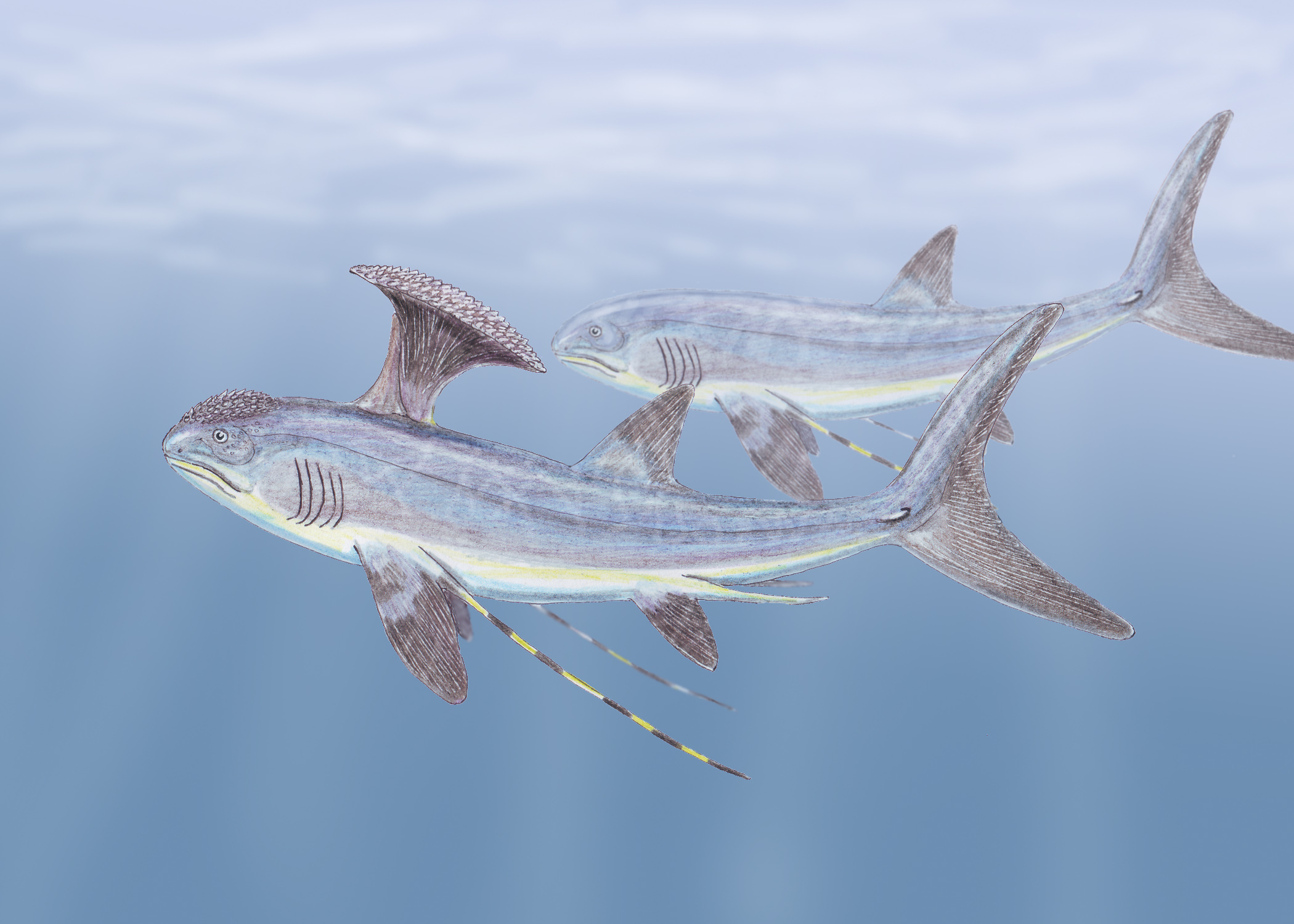
Una pareja de Stethacanthus.
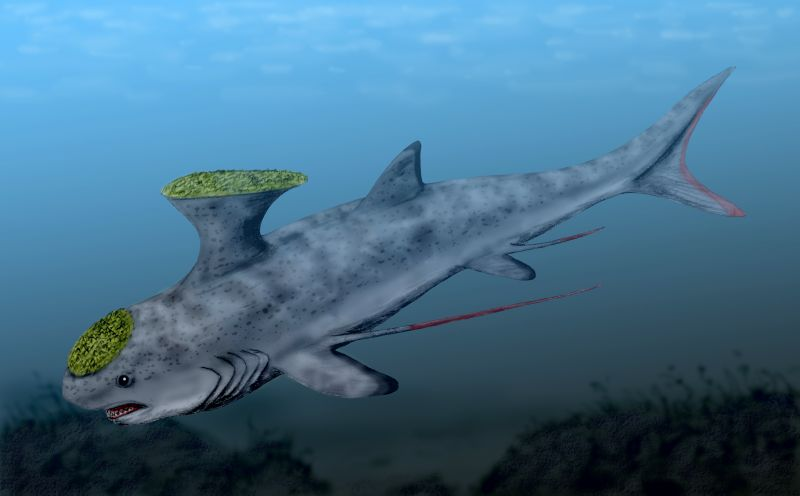
Stethacanthus.